# Kâzım Karabekir Stadyumu
Das Kâzım Karabekir Stadyumu ist ein Fußballstadion in der türkischen Stadt Erzurum.  Es ist die Heimspielstätte der Fußballclubs Erzurumspor und von Büyükşehir Belediye Erzurumspor. Es hat bietet 23.277 Plätze. Der Name des Stadions wurde am 10. August 2012 in Kâzım Karabekir Stadyumu geändert.